# 克尼亞日德維爾
48°33′29″N 24°54′46″E / 48.55806°N 24.91278°E

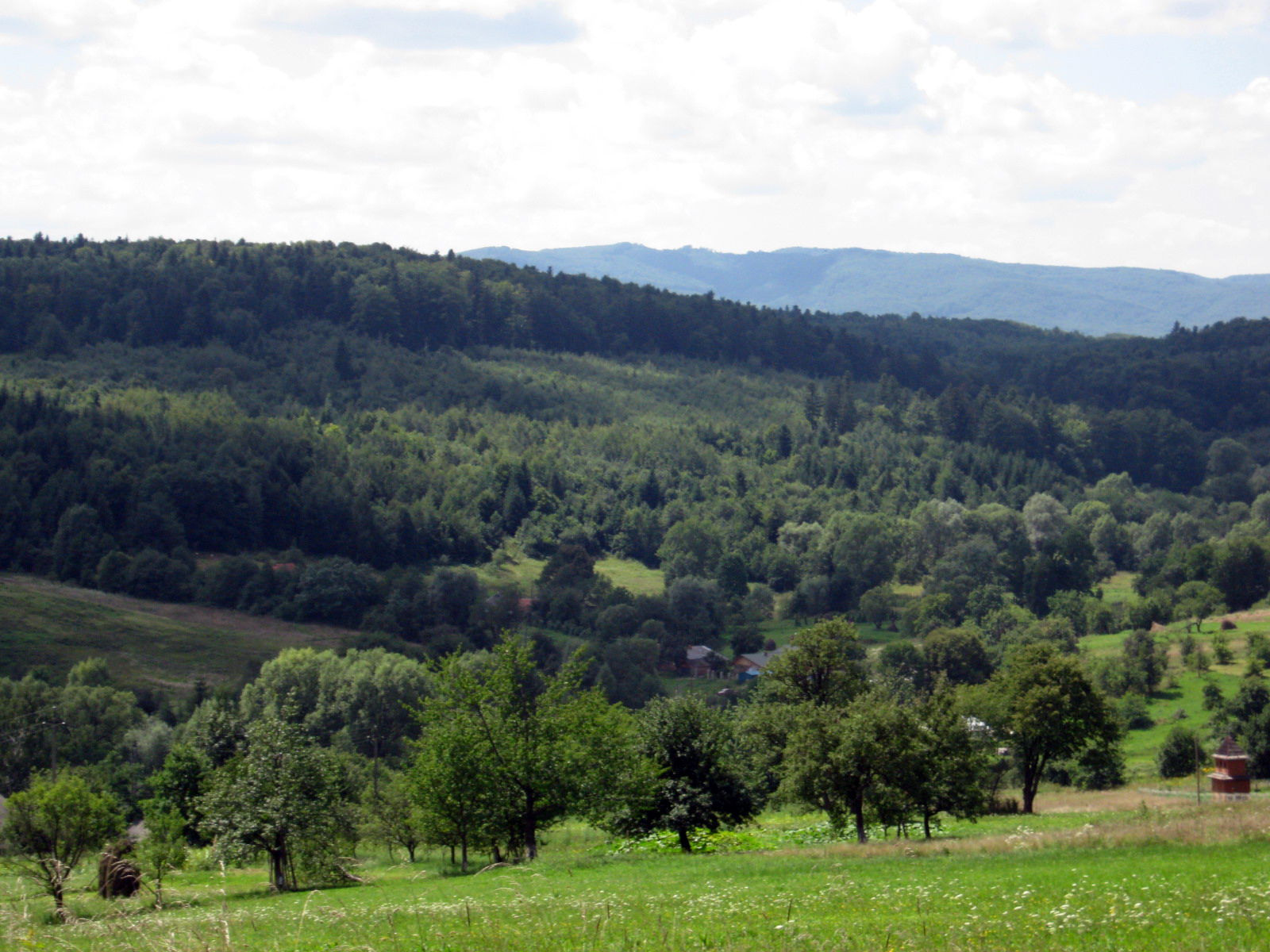

克尼亞日德維爾（烏克蘭語：Княждвір），是烏克蘭的村落，位於該國西部伊萬諾-弗蘭科夫斯克州，由科洛梅亞區負責管轄，始建於1458年，面積20平方公里，2001年人口1,875，人口密度每平方公里93.9人。